# ビジネスクリック
『ビジネスクリック』（英称:Business Click）は、TBSで毎週火 - 土曜日未明（月 - 金曜日深夜）に生放送された経済・情報番組。

## 概要
2009年4月7日未明（6日深夜）放送開始。日本国内から世界まで、「経済ニュース」など市場の動きや各種経済情報を放送している。番組はブルームバーグと提携。5分程度のミニ番組ながら、生放送であった。GMOクリック証券（2011年3月まではクリック証券）の一社提供であり、番組タイトルの「クリック」も、この一社提供が由来となっている。
2012年春季の番組改編に伴って同年3月31日未明（30日深夜）の放送で一旦終了、この時点でブルームバーグとの提携も解消。1年後の2013年4月から毎週水曜日未明（火曜日深夜）に30分番組として再開した。2014年4月からは2012年度までのスタイルに戻し、火 - 金曜日未明（月 - 木曜日深夜）の3分間・土曜日未明（金曜日深夜）の5分間のミニ番組として放送される。
2022年4月改編により、同年4月1日（3月31日深夜）で放送終了。

## 2020年度

### 出演者
2020年4月2日時点。
- 月曜担当：阿部菜渚美
- 火曜担当：平野マユ
- 水曜担当：菜波
- 木曜担当：石井エミリー
- 金曜担当：井口綾子
- NY中継担当：吉川淳子

### アーティスト
jahguidance/ジャーガイダンス
- オープニングテーマ 「warm rain」
- 番組挿入曲 「driving stars」

### 放送時間
2019年度上期から
- 火 - 金曜日 0:55 - 0:58（月 - 木曜日深夜）
- 土曜日 0:15 - 0:20（金曜日深夜）

### スタッフ
- プロデューサー：
- 製作・著作：TBS

## 2019年度

### 出演者
2019年4月1日時点。
- 月曜担当：阿部菜渚美
- 火曜担当：中城あすか
- 水曜担当：菜波
- 木曜担当：榊原美紅
- 金曜担当：井口綾子
- NY中継担当：吉川淳子

### アーティスト
jahguidance/ジャーガイダンス
- オープニングテーマ 「warm rain」
- 番組挿入曲 「driving stars」

### 放送時間
2019年度上期から
- 火 - 金曜日 0:55 - 0:58（月 - 木曜日深夜）
- 土曜日 0:15 - 0:20（金曜日深夜）

### スタッフ
- プロデューサー：
- 製作・著作：TBS

## 2018年度

### 出演者
2018年4月2日時点。
- 月曜担当：安倍萌生
- 火曜担当：神谷由香
- 水曜担当：愛甲千笑美
- 木曜担当：ティファニー春香
- 金曜担当：松本有紗
- NY中継担当：吉川淳子・渡辺理奈恵・佐々木真奈美

### アーティスト
jahguidance/ジャーガイダンス
- オープニングテーマ 「beautiful wind」
- 番組挿入曲 「romance of koEdo」

### 放送時間
2018年度上期から
- 火 - 金曜日 0:55 - 0:58（月 - 木曜日深夜）
- 土曜日 0:15 - 0:20（金曜日深夜）

### スタッフ
- プロデューサー：
- 製作・著作：TBS

## 2014年度 - 2017年度

### 構成
- 2011年度までと同様に、スタジオセットではなくコンピュータグラフィックスをクロマキー合成した「バーチャルスタジオ」の形式である。土曜日未明（金曜日深夜）を除いて放送時間上「ステーションブレイク」が無い[1]。

### 出演者
2015年9月29日時点。
- 結城香織（火曜日）
- ケリーアン（水曜日）
- 高田秋（木曜日）
- 愛甲千笑美（金曜日）
- 安倍萌生（土曜日）
- 吉川淳子・大坂千夏・渡辺理奈恵・佐々木真奈美（ロイター・ニューヨーク中継）

### 放送時間
2015年度上期まで
- 火 - 金曜日 0:38 - 0:41（月 - 木曜日深夜）
- 土曜日 0:15 - 0:20（金曜日深夜）

2015年度下期まで
- 火・水・金曜日 0:38 - 0:41（月・火・木曜日深夜）
- 木曜日 0:23 - 0:26（水曜日深夜）
- 土曜日 0:15 - 0:20（金曜日深夜）

2016年度下期まで
- 火・水・金曜日 0:55 - 0:58（月・火・木曜日深夜）
- 木曜日 0:40 - 0:43（水曜日深夜）
- 土曜日 0:15 - 0:20（金曜日深夜）

2017年度上期から
- 火 - 金曜日 0:55 - 0:58（月 - 木曜日深夜）
- 土曜日 0:15 - 0:20（金曜日深夜）

### スタッフ
- プロデューサー：片山伸博
- 製作・著作：TBS

## 2013年度

### 構成
経済の専門家をスタジオに招いたりするなど、前年度とは大きく異なる構成。また、吉永が経済に関する話題を取材する「吉永実夏のココをクリック」というコーナーも毎週放送した。

### 出演者
メインキャスター
- 播摩卓士（TBS報道局編集主幹）
- 八田亜矢子

取材キャスター
- 吉永実夏

ニューヨークロイタースタジオ
- 吉川淳子

### 放送時間
- TBSテレビ
  - 毎週水曜日0:58 - 1:28（火曜日深夜）

## 2009年度 - 2011年度

### 構成・放送時間
背景はセットではなく、コンピュータグラフィックスをクロマキー合成した「バーチャルスタジオ」の形式であった。背景は通常のものの他、正月・バレンタインデー・桜シーズン・ハロウィン・クリスマスなど、季節の節目でそれにちなんだものにアレンジされることがあり、ナビゲーターもそれに関連した衣装をまとう場合もあった。
番組開始から2009年10月10日未明（9日深夜）までは、宇宙船をイメージした背景で、衣装はそれに合わせたワンピース（当初は白地にスカート部分と首周りに赤い線が入ったもの、後に白一色の別デザイン）のユニフォームに統一されていた。
番組開始時は1時台の放送だったが、2009年10月13日未明（12日深夜）からは放送時間が約1時間早まる。

2011年4月2日未明（1日深夜）までは関東ローカルではあるものの、JNNの最終版ニュース番組である『NEWS23』（現在の『NEWS23X』）では、本番組開始以前からよほどの市況変動がない限り市況情報を取り扱っていなかったため、本番組がその補完番組としての役割を担っていたといえる。なお、2010年春以降の『NEWS23X』でも当初は同様の姿勢であったが、ギリシャ経済危機をきっかけに、同年5月からはエンディングで円相場とニューヨーク株式市場の株価を表示している。

2011年4月5日未明（4日深夜）から10月1日未明（9月30日深夜）まではTBSニュースバードでもスポンサー付で同時生放送が実施されていた。
なおエンディングでは毎回後提供のところでナビゲーターがミニパフォーマンスをして締めくくるが、これは番組公式サイトでも、週によってその模様と本番後のスタッフとの雑談（または、楽屋でのインタビュー）を交えて紹介されている。

### スタッフなど
歴代の出演者は後述。
- プロデューサー：佐藤祥太
- 製作・著作：TBS

ブルームバーグキャスターについて
2009年10月から2012年3月までの間、月 - 金曜の間で、いずれか一人が出演。
2011年4月28日未明（4月27日深夜）放送分からは、吉川・平野に加えて新たに七尾藍佳が出演するようになった。七尾に関しては2011年4月からブルームバーグに報道記者として入社したとスポーツ報知（同年5月1日）が報じた。
2011年9月17日未明（16日深夜）放送分をもって吉川淳子が、9月29日未明（28日深夜）放送分をもって平野朋美が番組を卒業した。
2011年11月15日未明（14日深夜）放送分からブルームバーグ記者の鈴木留美子が新たに加わった。

## 出演者の変遷
| 期間       | 期間       | メインナビゲーター | メインナビゲーター | メインナビゲーター         | メインナビゲーター         | メインナビゲーター         | ブルームバーグ キャスター        |
| 期間       | 期間       | 火曜日             | 水曜日             | 木曜日                     | 金曜日                     | 土曜日                     | ブルームバーグ キャスター        |
| ---------- | ---------- | ------------------ | ------------------ | -------------------------- | -------------------------- | -------------------------- | -------------------------------- |
| 2009.4.7   | 2009.10.10 | 永池南津子         | 原絵里             | 橋本愛実（現・橋本マナミ） | 橋本愛実（現・橋本マナミ） | 橋本愛実（現・橋本マナミ） | （不在）                         |
| 2009.10.13 | 2010.10.2  | 山岸舞彩           | 松本あゆ美         | 寺田ちひろ                 | 坂本祐祈                   | 坂本祐祈                   | 吉川淳子 平野朋美                |
| 2010.10.5  | 2011.4.2   | 山岸舞彩           | 松本あゆ美         | 吉永実夏                   | 寺田ちひろ                 | 坂本祐祈                   | 吉川淳子 平野朋美                |
| 2011.4.5   | 2011.10.1  | 大橋由記子         | 松本あゆ美         | 吉永実夏                   | 寺田ちひろ                 | 坂本祐祈                   | 吉川淳子 平野朋美 七尾藍佳       |
| 2011.10.4  | 2011.11.12 | ホラン千秋         | 内藤理沙           | 谷中麻里衣                 | 吉永実夏                   | 山崎茉里                   | 七尾藍佳                         |
| 2011.11.15 | 2012.3.31  | ホラン千秋         | 内藤理沙           | 谷中麻里衣                 | 吉永実夏                   | 山崎茉里                   | 鈴木留美子 七尾藍佳              |
| 期間       | 期間       | 火曜日             | 水曜日             | 木曜日                     | 金曜日                     | 土曜日                     | ニューヨーク ロイター キャスター |
| 2014.4.2   | 2015.4.4   | 吉永実夏           | 大筋由里桂         | 木下安奈                   | 水谷真依子                 | 寺田ちひろ                 | 吉川淳子 大坂千夏                |
| 2015.4.7   | 2015.9.26  | 吉永実夏           | 木下安奈           | 木村愛 石塚つきみ          | 水谷真依子                 | 寺田ちひろ                 | 吉川淳子 大坂千夏 前田真里       |
| 2015.9.29  | 2018.3.31  | 結城香織           | ケリーアン         | 高田秋                     | 愛甲千笑美                 | 安倍萌生                   | 吉川淳子 大坂千夏                |
| 2018.4.2   | 2019.3.31  | 安倍萌生           | 神谷由香           | 愛甲千笑美                 | ティファニー春香           | 松本有紗                   | 吉川淳子 大坂千夏 佐々木真奈美   |
| 2019.4.1   | 2020.4.1   | 阿部菜渚美         | 中城あすか         | 菜波                       | 榊原美紅                   | 井口綾子                   | 吉川淳子                         |
| 2020.4.2   | 現在       | 阿部菜渚美         | 平野マユ           | 菜波                       | 石井エミリー               | 井口綾子                   | 吉川淳子                         |

番組開始から2009年10月10日未明（9日深夜）まではオスカープロモーション所属（放送当時）の女性メインナビゲーター1名のみで、ニュース、情報はメインナビゲーターの声とナレーション（TBSアナウンサーもしくはTBSニュースバードのキャスターが担当）を交えて放送されていた。

2009年10月13日未明（12日深夜）からの放送時間変更とともにメインナビゲーターもセント・フォース所属（放送当時）のキャスターに一新された他、メインナビゲーターの他にもう1名、ブルームバーグから女性キャスターが出演するようになった。2009年10月以降はメインナビゲーターが経済ニュースを伝えている。
2010年10月5日未明（4日深夜）からは、セント・フォース所属の4名のメインナビゲーターに加え、まくびープロ所属のタレント・吉永が起用された。
2011年4月よりセント・フォース所属のナビゲーターが山岸の降板で3名に、さらに2011年10月からは谷中のみとなり、特定の芸能事務所に偏らないナビゲーター起用となった。
なお、谷中は2012年1月まで、2011年ミス日本グランプリ受賞者としてのプロモーション活動も並行していたため、1回だけ他の曜日の担当者がピンチヒッターを務めたことがあった。
2014年4月からの放送態勢では、番組を続投する吉永と2年半ぶりの復帰となる寺田、残りの3人は初登場。また、寺田がセント・フォース所属である以外は4人→5人ともまくびープロ所属である。
2015年3月で大筋が降板。4月から加入した木村と石塚は交代で担当。
2015年秋以降のキャスター陣は、レプロエンタテインメント・テンカラット所属が各2人、スプラウト所属が1人である。
2019年春以降のキャスター陣からレプロエンタテインメント所属が2人、テンカラット所属が3名になった。

## 放送時間の変遷
すべて日本時間（JST）で表記。放送分数は、2014年度以降の火 - 金曜日（月 - 木曜日深夜）を除き、5分。
| 期間       | 期間       | 火曜日 （月曜日深夜） | 水曜日 （火曜日深夜） | 木曜日 （水曜日深夜） | 金曜日 （木曜日深夜） | 土曜日 （金曜日深夜） |
| ---------- | ---------- | --------------------- | --------------------- | --------------------- | --------------------- | --------------------- |
| 2009.4.7   | 2009.10.10 | 1:24 - 1:29           | 1:24 - 1:29           | 1:29 - 1:34           | 1:24 - 1:29           | 1:20 - 1:25           |
| 2009.10.13 | 2010.4.3   | 0:29 - 0:34           | 0:29 - 0:34           | 0:29 - 0:34           | 0:29 - 0:34           | 0:35 - 0:40           |
| 2010.4.6   | 2010.10.2  | 0:20 - 0:25           | 0:20 - 0:25           | 0:20 - 0:25           | 0:20 - 0:25           | 0:50 - 0:55           |
| 2010.10.5  | 2012.3.31  | 0:50 - 0:55           | 0:20 - 0:25           | 0:50 - 0:55           | 0:20 - 0:25           | 0:50 - 0:55           |
| 2013.4.10  | 2014.3.26  | 放送なし              | 0:50 - 1:20           | 放送なし              | 放送なし              | 放送なし              |
| 2014.4.2   | 2015.9.26  | 0:38 - 0:41           | 0:38 - 0:41           | 0:38 - 0:41           | 0:38 - 0:41           | 0:15 - 0:20           |
| 2015.9.29  | 2016.3.26  | 0:38 - 0:41           | 0:38 - 0:41           | 0:23 - 0:26           | 0:38 - 0:41           | 0:15 - 0:20           |
| 2016.3.29  | 2017.4.1   | 0:55 - 0:58           | 0:55 - 0:58           | 0:40 - 0:43           | 0:55 - 0:58           | 0:15 - 0:20           |
| 2017.4.4   | 2022.4.1   | 0:55 - 0:58           | 0:55 - 0:58           | 0:55 - 0:58           | 0:55 - 0:58           | 0:15 - 0:20           |

## 関連番組
- よるべん - 2012年4月20日未明（19日深夜）から2013年3月29日未明（28日深夜）まで同局で放送。GMOクリック証券提供枠としては事実上「ビジネスクリック」の代替だった。
- Gヘルスケア - 2024年10月1日未明（9月30日深夜）より同局で放送を開始した、健康に特化した情報番組。本番組の後継番組にあたる。